# Кохан Наталія Тимофіївна
Наталія Тимофіївна Кохан (4 серпня 1908, місто Катеринослав, тепер Дніпро Дніпропетровської області — ?) — українська радянська діячка, бригадир мартенівського цеху Дніпропетровського металургійного заводу імені Петровського. Депутат Верховної Ради УРСР 3-го скликання.

## Біографія
Народилася у родині робітника-вальцівника дротового стану мартенівського цеху Брянського металургійного заводу міста Катеринослава Тимофія Парфенова. У 1918 році батько помер.
Трудову діяльність розпочала водоносом у мартенівському цеху Брянського (Дніпропетровського) металургійного заводу імені Петровського. Одружилась із підручним сталевара Іваном Коханом. Працювала третім підручним сталевара, складальником та бригадиром канав у мартенівському цеху металургійного заводу.
У 1941 році була евакуйована в східні райони СРСР, працювала робітницею військового артилерійського заводу. Чоловік загинув на фронтах німецько-радянської війни.
У 1945 році повернулася в Дніпропетровськ, працювала на відбудові Дніпропетровського металургійного заводу імені Петровського бетонницею, муляром, слюсарем.
Після відбудови заводу — бригадир мартенівського цеху № 3 Дніпропетровського металургійного заводу імені Петровського.
Потім — на пенсії у місті Дніпропетровську.

## Нагороди
- ордени
- медалі